# Barrett M82

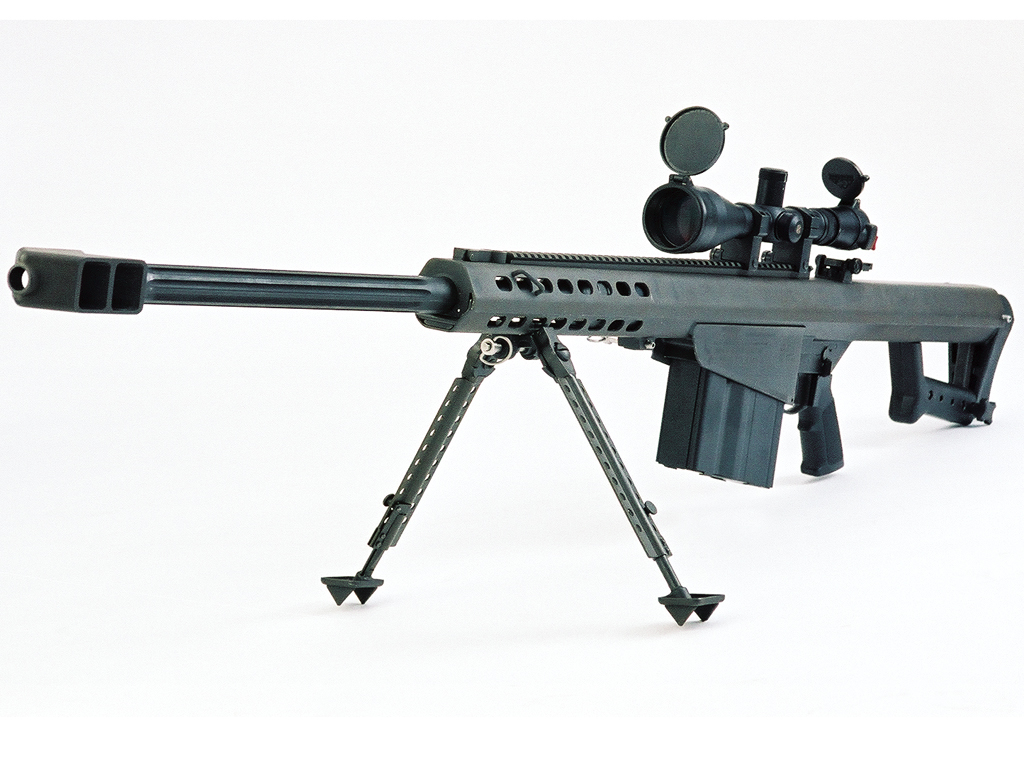
O M107.

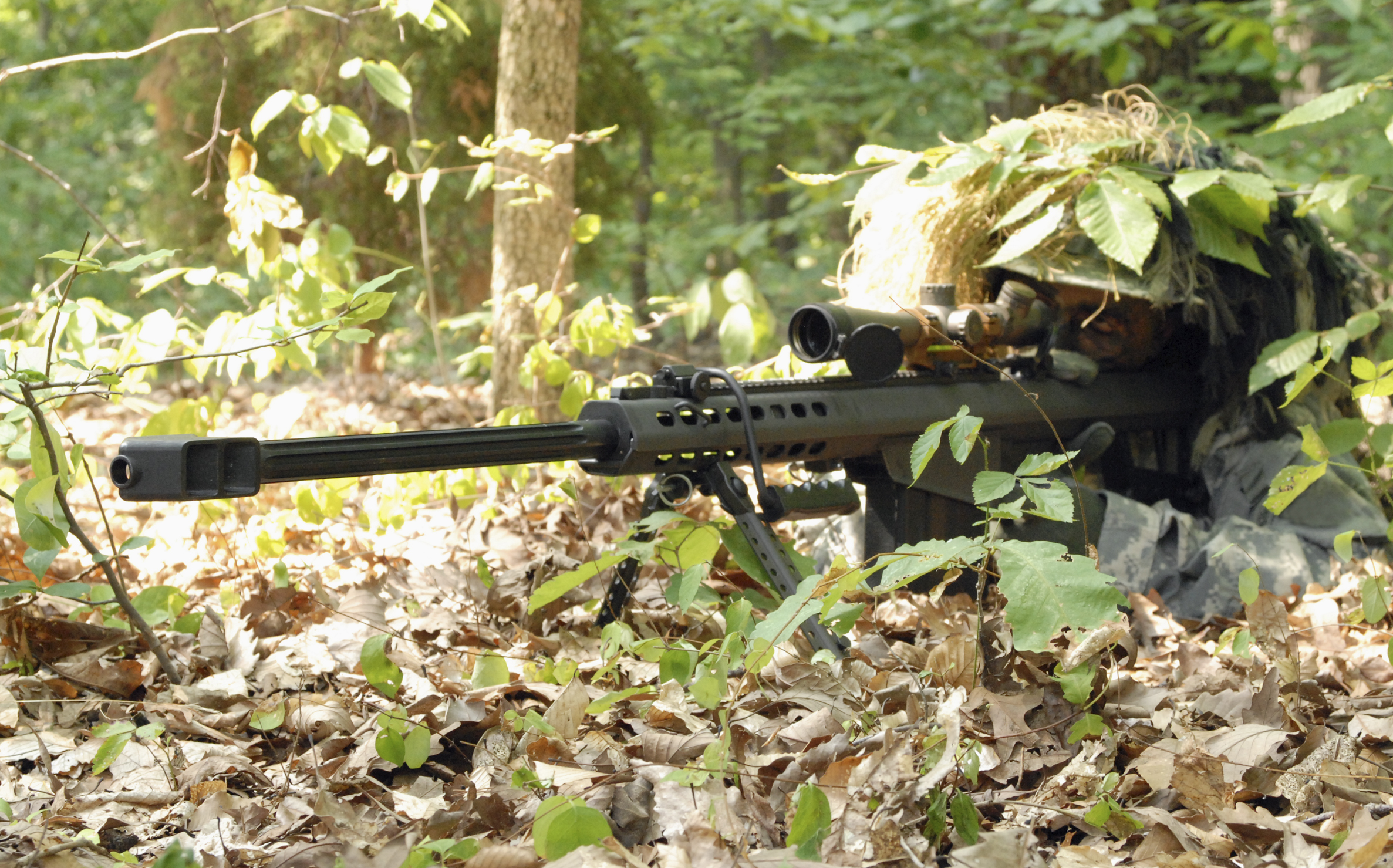
Um militar norte americano com seu fuzil M82A1.

Barrett M82 é um fuzil antimaterial semiautomático que dispara um projétil de grosso calibre .50 BMG, com 12,7 mm de diâmetro. Foi desenvolvido pela Barrett Firearms Manufacturing a pedido do Exército Norte-Americano, que desejava um fuzil preciso e com alto poder de destruição, para cumprir o papel de arma antimaterial (ou seja, projetada não só para deter combatentes humanos, mas também para causar danos materiais, sejam em construções, veículos leves, carros de combate, veículos blindados, eventualmente aeronaves etc.) considerada uma das armas de fogo mais destruidoras da atualidade. É capaz de disparar efetivamente a 1,8Km do alvo (sendo o máximo 6 812,3 m).
A variante M107 também é conhecida como Light Fifty (".50 leve") devido ao uso do cartucho .50 BMG (12,7x99mm NATO) e ao peso significativamente menor quando comparada ao Browning M2 (o antigo padrão), apesar de ser 15% mais pesada que o modelo M82 básico. Essa arma é encontrada em três variantes, o M82A1 (e A3) original, o bullpup M82A2 e o Barrett M107A1 com freio de boca projetado para aceitar um supressor e feito de titânio em vez de aço. O M82A2 não é mais fabricado, embora o XM500 possa ser visto como seu sucessor.
Apesar de ser designado como um fuzil antimaterial, o M82 também pode ser utilizado como um sistema antipessoal.

## Visão geral
A Barrett Firearms Manufacturing foi fundada por Ronnie Barrett com o único propósito de construir fuzis semiautomáticos com câmara para a poderosa munição 12,7×99mm NATO (.50 BMG), originalmente desenvolvida e usada em metralhadoras M2 Browning. A arma foi vendida pela primeira vez ao Exército Sueco em 1989. Em 1990, as Forças Armadas dos Estados Unidos compraram o M82A1 durante as operações Desert Shield e Desert Storm no Kuwait e no Iraque. Cerca de 125 fuzis foram comprados inicialmente pelo Corpo de Fuzileiros Navais dos Estados Unidos, e pedidos do Exército e da Força Aérea logo se seguiram. O M82A1 é conhecido pelos militares dos EUA como SASR — "Special Applications Scoped Rifle", e foi e ainda é usado como um fuzil antimaterial e ferramenta de desativação de munições explosivas.

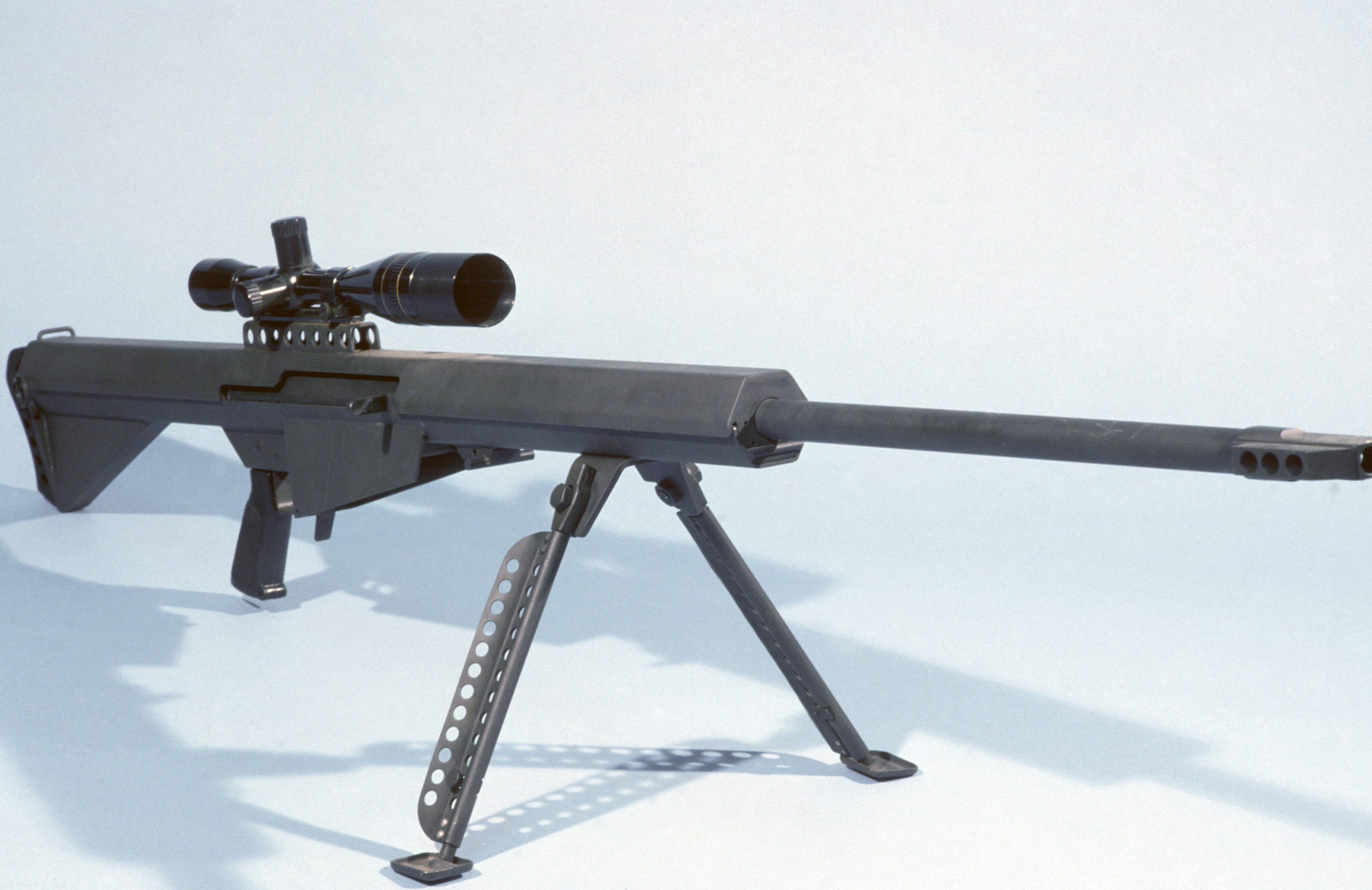
Um M82 dos primeiros produzidos

Em 2006, a Barrett concluiu o desenvolvimento do XM500, que tem uma configuração bullpup semelhante ao M82A2. Os fuzis Barrett M82 foram comprados por várias forças militares e policiais de pelo menos 30 países, como Bélgica, Chile, Dinamarca, Finlândia, França, Alemanha, Grécia, Indonésia, Itália, Jamaica, México, Países Baixos e outros.
O fuzil Barrett M82A1 foi usado em 2002 como uma plataforma para o protótipo experimental OSW (Objective Sniper Weapon). Esta arma foi equipada com um cano mais curto e disparava projéteis de alto explosivo de 25 mm desenvolvidos para o lança-granadas automático OCSW (Objective Crew Served Weapon) de 25×59 mm. O OSW experimental mostrou uma eficácia aumentada contra vários alvos, mas o recuo estava além das limitações humanas. Esta arma, também conhecida como Barrett "Payload Rifle", agora foi designada como XM109.

### Uso pelo IRA Provisório
O IRA Provisório contrabandeou uma série de M82s dos Estados Unidos para a Irlanda na década de 1980, aparentemente feitos e vendidos por um armeiro e ex-funcionário da Barrett Firearms no Texas. Um dos M82s foi enviado de Chicago para Dublin em pedaços, onde foi remontado. O IRA equipou duas equipes de atiradores com os M82s, mais tarde reforçados com alguns M90s comprados nos Estados Unidos de um traficante de armas em 1995. Os atiradores de elite do IRA mataram cinco soldados e um policial com fuzis .50 de 1992 a 1997. Os atiradores geralmente atiravam em seus alvos a uma distância de menos de 300 metros, apesar do alcance efetivo de 1.800 m das armas.

### Uso por cartéis de drogas mexicanos
Em 2021, a Barrett e outros nove fabricantes de armas dos EUA foram nomeados em uma ação movida pelo governo mexicano no Tribunal Distrital dos EUA para o Distrito de Massachusetts, buscando US$ 10 bilhões em danos. O governo mexicano alegou que a Barrett M82 é uma das armas preferidas dos cartéis de drogas. De acordo com Romain Le Cour Grandmaison, um especialista entrevistado pela Reuters, a M82 perturbou o equilíbrio de poder entre criminosos e forças policiais mal equipadas.

## Variantes
- M82: Fuzil semiautomático 12,7×99mm.
- M82A1: Fuzil semiautomático 12,7×99mm. Variante melhorada incluindo freio de boca redesenhado.
- M82A1A: Fuzil semiautomático 12,7×99mm. Otimizado para uso com o cartucho Raufoss Mk 211.
- M82A1M: Fuzil semiautomático 12,7×99mm. Variante melhorada incluindo trilho de acessórios alongado. Inclui punho traseiro e soquete de monopé.
- M82A2: Fuzil semiautomático bullpup 12,7×99mm. Variante bullpup, feita para compensar o recuo ao ser montada no ombro.
- M82A3: Fuzil semiautomático 12,7×99mm. Novos fuzis de produção produzidos de acordo com as especificações do M82A1M, apresentando trilho de acessórios alongado. Ao contrário do M82A1M/M107, ele não inclui um punho traseiro e soquete de monopé.
- XM107/M107: Inicialmente usado para designar o fuzil de ação por ferrolho Barrett M95 de 12,7×99 mm. Designação alterada para se aplicar a uma variante melhorada do M82A1M. Inclui trilho de acessórios alongado, punho traseiro e soquete de monopé.

## M82 x M107
O XM107 foi originalmente concebido para ser um fuzil de ação por ferrolho, e o Barrett M95 foi originalmente selecionado pelo Exército dos EUA em uma competição entre tais armas. No entanto, sob os testes, foi tomada a decisão de que o Exército dos EUA não precisava, de fato, de tal arma.
Então o Exército decidiu pelo Barrett M82, um fuzil semiautomático. No verão de 2002, o M82 finalmente saiu da fase de testes do Exército e foi aprovado para "liberação total de material", o que significa que foi oficialmente adotado como o Long Range Sniper Rifle, Caliber .50, M107. O M107 usa uma mira telescópica Leupold 4.5–14×50 Mark 4.
O Barrett M107 é um fuzil de precisão semiautomático calibre .50, disparado no ombro. Como seus antecessores, o fuzil é dito ter recuo controlável para uma arma de seu tamanho devido ao conjunto do cano que absorve força, movendo-se para dentro em direção ao receptáculo contra grandes molas a cada disparo. Além disso, o peso da arma e o grande freio de boca também auxiliam na redução do recuo. Várias mudanças foram feitas no M82A1 original para criar o M107, com novos recursos, como um trilho de acessórios alongado, punho traseiro e soquete de monopé.
O Barrett M107, assim como os membros anteriores da linha M82, também é chamado de Barrett "Light Fifty". A designação em muitos casos suplantou as anteriores, com o M107 sendo votado como uma das 10 principais invenções militares de 2005 pelo Exército dos EUA.
O Exército e o Corpo de Fuzileiros Navais dos EUA planejaram lançar outro fuzil Barrett, o Mk22 MRAD, em 2021 para substituir o M107. O Mk22 é um fuzil multicalibre de ação por ferrolho que é poderoso o suficiente para substituir o M107 quando possui câmara para o cartucho .338 Norma Magnum.

## Operadores

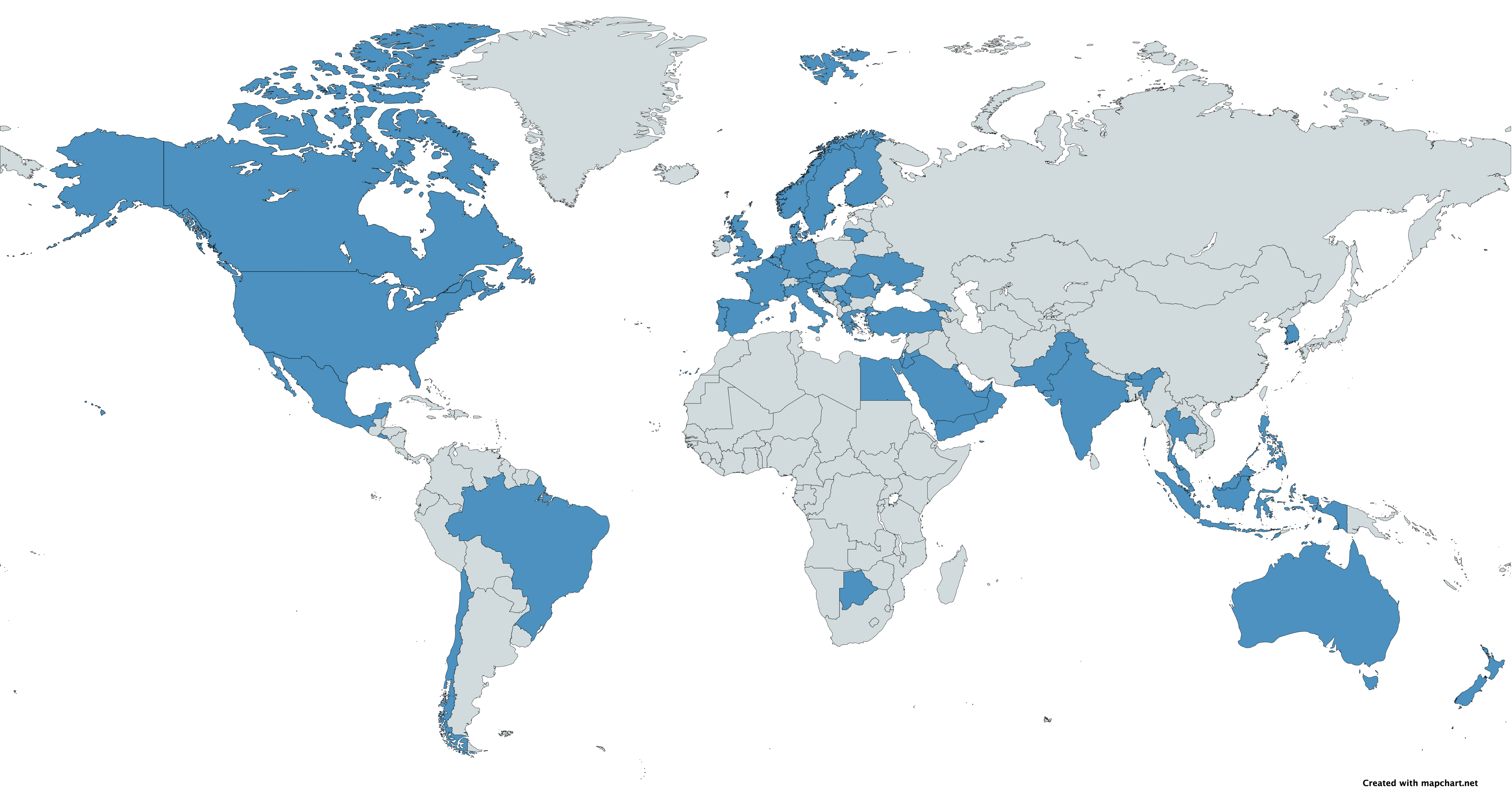
Um mapa com operadores do Barrett M82 em azul

- Austrália: Usado pelo Exército Australiano[18]
- Áustria: Usado pelo Jagdkommando do Exército Austríaco[19]
- Bahrein[20]
- Bélgica[20]
- Butão[20]
- Botswana[20]
- Brasil[20]
- Canadá: Usado por agentes da Joint Task Force 2 em pequenos números[20]
- Chile[20]
- Croácia[20]
- Chéquia[20][21]
- Dinamarca[20]
- Egito: Usado pelas Forças El-Sa'ka, Unidade 1999, brigadas de forças especiais da Marinha egípcia e Unidade Black Cobra[20]
- El Salvador[20]
- Finlândia[20]
- França: Usado pelo GIGN (antes do PGM Hécate II)[20]
- Geórgia: Usado pelo exército incluindo as forças especiais[22]
- Alemanha: Usado pelo Exército Alemão[23]
- Grécia[20]
- Índia: Usado pelos comandos Baḷa ēka da Polícia de Mumbai[24] e forças especiais da Índia[25]
- Indonésia: Usado pelo Komando Pasukan Khusus[26]
- Israel: Usado pelo Corpo de Engenharia de Combate Israelense[27]
- Itália[20]
- Jordânia[20][28]
- Kuwait[20]
- Kosovo[20]

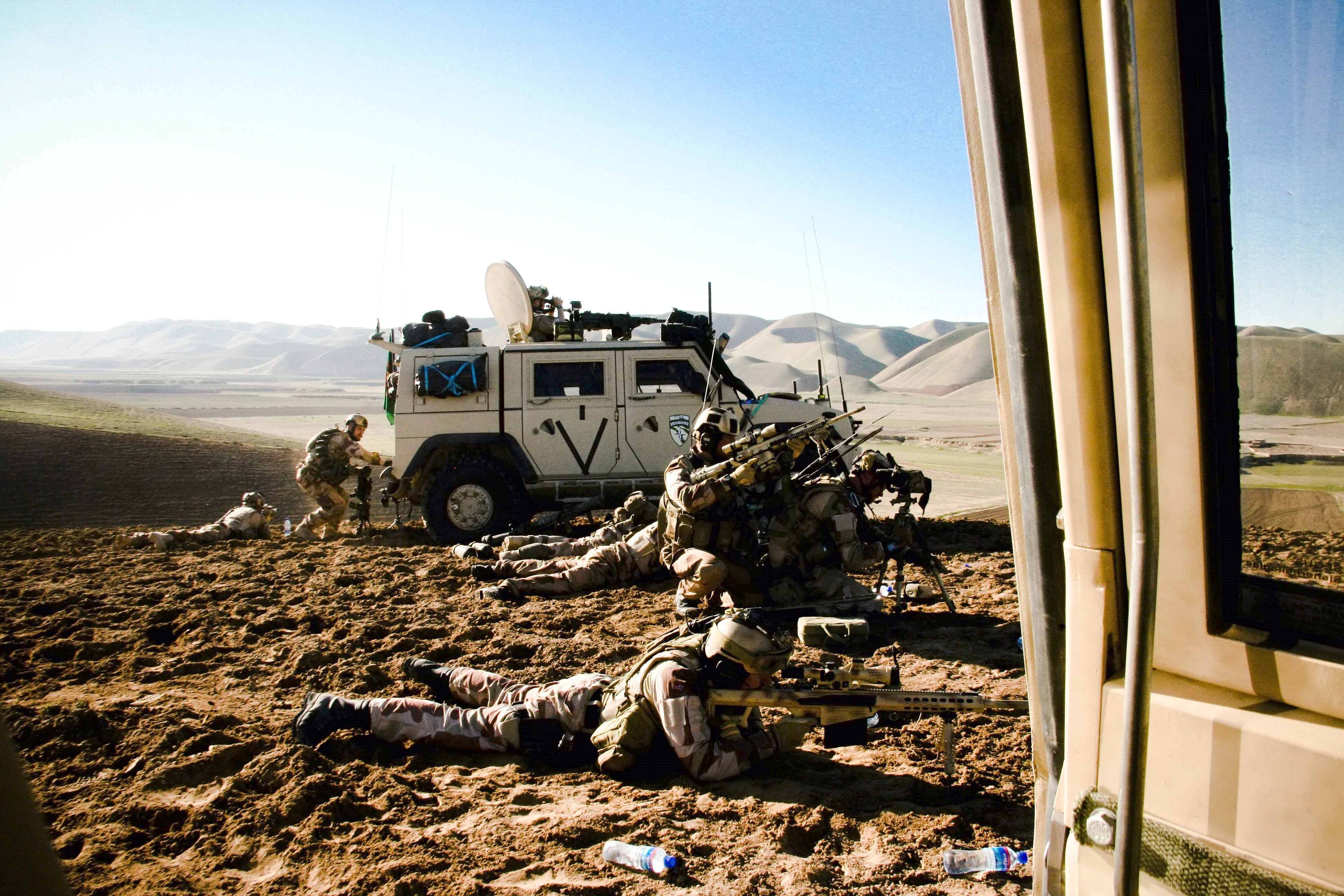
M82 norueguês (primeiro plano) em um tiroteio de longo alcance no Afeganistão

- Lituânia: Usado pelas Forças Armadas da Lituânia[29]
- Malásia: Usado pela Força Nacional de Operações Especiais[30]
- México[20]
- Moldávia: M107A1[31]
- Países Baixos[20]

- Nova Zelândia[32]
- Noruega: M82 e M107A1[20][33]
- Omã[20]
- Paquistão[20]
- Filipinas: Usado pelas Forças Armadas das Filipinas e Polícia Nacional Filipina[20]
- Portugal: Usado pelo Exército Português[20][34]
- Catar[20]
- Roménia: Usado pelas forças especiais[35]
- Arábia Saudita[20]
- Sérvia: Usado pelas forças especiais[36]
- Singapura: Usado pelas forças especiais[20]
- Eslováquia: Usado pelo 5.º Regimento das Forças Especiais da Eslováquia[37]
- Eslovênia: Usado pela Unidade Especial de Polícia[20]
- Espanha[20]
- Suécia[20]
- Coreia do Sul[38]
- Turquia[20]
- Tailândia[20]
- Ucrânia: Usado pelo Exército da Ucrânia[39][40]
- Emirados Árabes Unidos[20]
- Reino Unido[20]
- Estados Unidos[20]
  - Forças Armadas dos EUA
  - Patrulha Rodoviária do Texas: Dois fuzis Barrett estão em cada barco patrulha da classe Davis[41]
- Iêmen[42]

### Operadores não estatais
- Mujahidin: Um número foi fornecido pela CIA[43]
- Al-Qaeda: Obteve cerca de 25 fuzis em 1988[44][43]
- Frente Moro de Libertação Islâmica: Clones feitos a partir de Barrett M82s capturados[45]
- Exército de Libertação do Kosovo: Contrabandeado para fora dos EUA[46]
- IRA Provisório[47]